# Waldfrieden (Altdöbern)
Waldfrieden (früher Lugkschänke; niedersorbisch Golny měr) ist ein bewohnter Gemeindeteil der Gemeinde Altdöbern im Landkreis Oberspreewald-Lausitz im Süden des Landes Brandenburg.

## Lage
Waldfrieden liegt in der Niederlausitz, rund sechs Kilometer westsüdwestlich des Zentrums von Altdöbern und sieben Kilometer nordwestlich von Großräschen. Umliegende Siedlungen und Ortschaften sind Forsthaus Lipten im Norden, Rettchensdorf und Waldrandsiedlung im Nordosten, Tiergartenhaus im Osten, Neu-Bückgen im Südosten, Barzig im Süden, Wormlage im Südwesten, Lug im Westen und Lipten im Nordwesten.
Die Siedlung liegt an einem Abzweig von der Kreisstraße 6633 zwischen Lug und Altdöbern. Die Bundesautobahn 13 führt unmittelbar westlich an Waldfrieden vorbei, die nächstgelegenen Anschlussstellen Bronkow und Großräschen sind jeweils fünf Kilometer entfernt.

## Geschichte
Im Schmettauschen Kartenwerk von 1767/87 ist an der Stelle der heutigen Ortschaft Waldfrieden eine Schäferei und eine Gastwirtschaft des Gutes Lug (damals Lugk) verzeichnet. Dieses gehörte damals zum Kurfürstentum Sachsen, das im Jahr 1806 zum Königreich Sachsen erhoben wurde. Aufgrund des Gasthauses erhielt die Siedlung später die Bezeichnung Lugkschänke. Nach den Beschlüssen vom Wiener Kongress musste Sachsen die Niederlausitz an das Königreich Preußen abtreten. Bei der folgenden Gebietsreform im Jahr 1816 wurde der Gutsbezirk Lug dem Landkreis Calau im Regierungsbezirk Frankfurt der Provinz Brandenburg zugeordnet.
Kirchlich gehörte die Lugkschänke immer zur Kirchengemeinde Lipten. In den Ortsverzeichnissen des 19. Jahrhunderts ist der Ort nicht einzeln aufgelistet, sondern wird als Schänke von Lugk geführt. Der Ort wurde später nach Altdöbern umgegliedert. Eine aufgrund der geografischen Lage angestrebte Umgliederung von Waldfrieden/Lugkschänke in die Gemeinde Lug in den 1940er-Jahren scheiterte. Ab 1950 gehörte der Ort zum Landkreis Senftenberg im Land Brandenburg, bei der DDR-Gebietsreform am 25. Juli 1952 wurde die Gemeinde Altdöbern dem Kreis Calau im Bezirk Cottbus zugeordnet. Nach der Wiedervereinigung gehörte Waldfrieden erst zum Landkreis Calau im Land Brandenburg, der am 6. Dezember 1993 im neuen Landkreis Oberspreewald-Lausitz aufging.